# Потому что нельзя быть красивой такой
«Потому что нельзя быть красивой такой» (также встречаются варианты названия «Потому что нельзя быть на свете красивой такой» и «Потому что нельзя») — песня композитора Игоря Матвиенко на слова Михаила Андреева, написанная в 1997 году. Первый исполнитель — группа «Белый орёл» с вокалистом Владимиром Жечковым.

## История

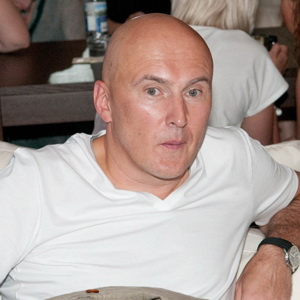
Композитор Игорь Матвиенко в 2010 году

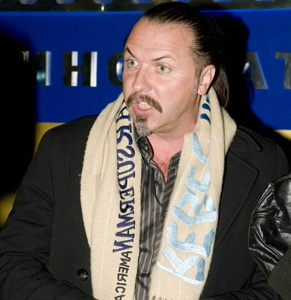
Режиссёр клипа Юрий Грымов в 2009 году

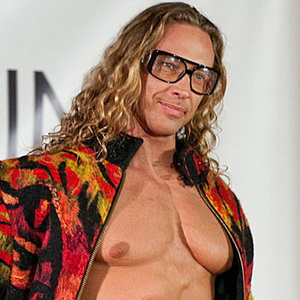
Исполнитель главной роли в клипе стриптизёр Тарзан (Сергей Глушко) в 2010 году

Отлетела листва, у природы своё обновленье,

И туманы ночами стоят и стоят над рекой.

Твои волосы, руки и плечи — твои преступленья,

Потому что нельзя быть на свете красивой такой.

Потому что нельзя, потому что нельзя,

Потому что нельзя быть на свете красивой такой.

Потому что нельзя, потому что нельзя,

Потому что нельзя быть на свете красивой такой

<...>
В основу предшествующего песне стихотворения поэтом Михаилом Андреевым была положена его собственная история:
Я сейчас помню — у меня дрожит сердце, — как я влюбился. Была [конкретная] девушка, я помню каждый квадратный её сантиметр, но не буду рассказывать… Нет, нет, нет, ни сло́ва…
Живший в Томске Андреев, по его словам, вложил в конверт листок со стихотворением «Потому что нельзя быть красивой такой», «заклеил языком» и отправил почтой в Москву композитору Игорю Матвиенко. Матвиенко получил это письмо и написал на стихотворение песню, сказав о ней впоследствии: «В тот период я примерно раза два женился и раза три развёлся. [Эта песня], видимо, и была началом и продолжением этого состояния».
В клипе, снятом в 1997 году Юрием Грымовым, роль главного героя исполнил модель и стриптизёр Тарзан (Сергей Глушко), впоследствии женившийся на эстрадной певице Наташе Королёвой. Вокалист Владимир Жечков, впервые появившийся на публике лишь в 1999 году, в клипе отсутствует. Тарзан и снимавшиеся с ним в клипе девушки-статистки открывали рот под фонограмму. Тарзан делал это единожды, и недостоверность его «вокала» подчёркнута тем, что девушки открывают рот под ту же жечковскую мужскую фонограмму. Позже Тарзан, ставший актёром, стал петь сам, но песню «Потому что нельзя быть красивой такой» никогда не исполнял.
В 2010 году в выпуске «Песни Игоря Матвиенко» телепрограммы «Достояние республики» Первого канала песню исполнил Сергей Мазаев. В том же году, на юбилейном концерте Игоря Матвиенко, её исполнил Александр Маршал.

## Критика
Музыкальный критик Михаил Марголис так высказался о песне в 2010 году:
Для меня, безусловно, это такое совершенство по части формы и по части такой истерики пьяного одинокого командировочного, который сидит вечером в каком-то ресторане и постепенно доходит до этого экстаза. Наверно, перед ним уже какие-то видения начинаются. В данном случае Матвиенко как композитор очень чётко угадывает эту его ноту. Таких песен было две. Вторая была уже просто абсолютная по части абсурда нашей эстрады — это песня «Ах, какая женщина! Мне б такую». Но там было уже совсем как-то без комментариев. Матвиенко сумел вырвать тему той же самой истерики, но только более-менее щемящую ноту…